# 46e cérémonie des Oscars
La 46e cérémonie de remise des prix des Oscars du cinéma, récompensant les films sortis en 1973, a eu lieu le jeudi 2 avril 1974 à 19h au Dorothy Chandler Pavilion à Los Angeles (Californie).

## Cérémonie
La cérémonie fut diffusée sur la NBC.
- Maîtres de cérémonie : John Huston, Diana Ross, Burt Reynolds et David Niven
- Producteur : Jack Haley Jr
- Directeur : Marty Pasetta
- Dialoguiste : Marty Farrell
- Directeur musical : Henry Mancini

## Palmarès
Les lauréats sont indiqués ci-dessous en premier de chaque catégorie et en gras.

### Meilleur film
- L'Arnaque (The Sting) - Tony Bill, Michael Phillips et Julia Phillips, producteurs
  - American Graffiti - Francis Ford Coppola et Gary Kurtz, producteurs
  - Cris et Chuchotements (Viskningar och rop) - Ingmar Bergman, producteur (Suède)
  - L'Exorciste (The Exorcist) - William Peter Blatty, producteur
  - Une maîtresse dans les bras, une femme sur le dos (A Touch of Class) - Melvin Frank, producteur

### Meilleur réalisateur
- George Roy Hill pour L'Arnaque
  - Ingmar Bergman pour Cris et Chuchotements
  - Bernardo Bertolucci pour Le Dernier Tango à Paris (L'ultimo tango a Parigi)
  - William Friedkin pour L'Exorciste
  - George Lucas pour American Graffiti

### Meilleur acteur
- Jack Lemmon pour le rôle de Harry Stoner dans Sauvez le tigre (Save the Tiger) de John G. Avildsen
  - Marlon Brando pour le rôle de Paul dans Le Dernier Tango à Paris
  - Jack Nicholson pour le rôle de Billy Buddusky dans La Dernière Corvée (The Last Detail) de Hal Ashby
  - Al Pacino pour le rôle de Frank Serpico dans Serpico de Sidney Lumet
  - Robert Redford pour le rôle de Johnny Hocker dans L'Arnaque

### Meilleure actrice
- Glenda Jackson pour le rôle de Vickie Allessio dans Une maîtresse dans les bras, une femme sur le dos[1]
  - Ellen Burstyn pour le rôle de Chris McNeil dans L'Exorciste
  - Marsha Mason pour le rôle de Maggie Paul dans Permission d'aimer (Cinderella Liberty) de Mark Rydell
  - Barbra Streisand pour le rôle de Katie Morosky dans Nos plus belles années (The Way We Were) de Sydney Pollack
  - Joanne Woodward pour le rôle de Rita Walden dans Summer Wishes, Winter Dreams de Gilbert Cates

### Meilleur acteur dans un second rôle
- John Houseman pour le rôle du professeur Kingsfield dans La Chasse aux diplômes (The Paper Chase) de James Bridges
  - Vincent Gardenia pour le rôle de Dutch Schnell dans Le Dernier Match (Bang the Drum Slowly) de John D. Hancock
  - Jack Gilford pour le rôle de Phil Greene dans Sauvez le tigre
  - Jason Miller pour le rôle du père Damien Karras dans L'Exorciste
  - Randy Quaid pour le rôle de Larry Meadows dans La Dernière Corvée

### Meilleure actrice dans un second rôle
- Tatum O'Neal pour le rôle de Addie Loggins dans La Barbe à papa (Paper Moon) de Peter Bogdanovich[2]
  - Linda Blair pour le rôle de Regan McNeil dans L'Exorciste
  - Candy Clark pour le rôle de Debbie Dunham dans American Graffiti
  - Madeline Kahn pour le rôle de Trixie Delight dans La Barbe à papa
  - Sylvia Sidney pour le rôle de Madame Pritchett dans Summer Wishes, Winter Dreams

### Meilleur scénario original
- David S. Ward pour L'Arnaque
  - George Lucas, Gloria Katz et Willard Huyck pour American Graffiti
  - Ingmar Bergman pour Cris et Chuchotements
  - Steve Shagan pour Sauvez le tigre
  - Melvin Frank et Jack Rose pour Une maîtresse dans les bras, une femme sur le dos

### Meilleure adaptation
- William Peter Blatty pour L'Exorciste
  - Alvin Sargent pour La Barbe à papa
  - James Bridges pour La Chasse aux diplômes
  - Robert Towne pour La Dernière Corvée
  - Waldo Salt et Norman Wexler pour Serpico

### Meilleure direction artistique
- Henry Bumstead et James W. Payne pour L'Arnaque
  - Bill Malley (en) et Jerry Wunderlich (en) pour L'Exorciste
  - Lorenzo Mongiardino, Gianni Quaranta et Carmelo Patrono (en) pour François et le Chemin du soleil (Fratello sole, sorella luna) de Franco Zeffirelli
  - Philip M. Jefferies (en) et Robert De Vestel (en) pour Tom Sawyer de Don Taylor
  - Stephen B. Grimes et William Kiernan pour Nos plus belles années

### Meilleurs costumes
- Edith Head pour L'Arnaque
  - Piero Tosi pour Ludwig ou le Crépuscule des dieux (Ludwig) de Luchino Visconti
  - Donfeld pour Tom Sawyer
  - Marik Vos-Lundh pour Cris et Chuchotements
  - Dorothy Jeakins et Moss Mabry pour Nos plus belles années

### Meilleure photographie
- Sven Nykvist pour Cris et Chuchotements
  - Owen Roizman pour L'Exorciste
  - Jack Couffer (en) pour Jonathan Livingstone le goéland (Jonathan Livingston Seagull) de Hall Bartlett
  - Robert Surtees pour L'Arnaque
  - Harry Stradling Jr. pour Nos plus belles années

### Meilleur montage
- William Reynolds pour L'Arnaque
  - Verna Fields et Marcia Lucas pour American Graffiti
  - Ralph Kemplen pour Chacal (The Day of the Jackal) de Fred Zinnemann
  - John C. Broderick (en), Bud S. Smith (en), Evan Lottman, Norman Gay (de) pour L'Exorciste
  - Frank P. Keller et James Galloway (en) pour Jonathan Livingstone le goéland

### Meilleur son
- Robert Knudson et Chris Newman pour L'Exorciste
  - Richard Portman et Larry Jost pour Le Jour du dauphin (The Day of the Dolphin) de Mike Nichols
  - Donald O. Mitchell et Larry Jost pour La Chasse aux diplômes
  - Richard Portman et Les Fresholtz pour La Barbe à papa
  - Ronald Pierce et Robert R. Bertrand (en) pour L'Arnaque

### Meilleure musique de film
Meilleure partition originale
- Marvin Hamlisch pour Nos plus belles années
  - John Williams pour Permission d'aimer
  - Georges Delerue pour Le Jour du dauphin
  - Jerry Goldsmith pour Papillon de Franklin J. Schaffner
  - John Cameron pour Une maîtresse dans les bras, une femme sur le dos

Meilleure partition de chansons et adaptation musicale
- Marvin Hamlisch pour L'Arnaque
  - André Previn, Herbert W. Spencer et Andrew Lloyd Webber pour Jesus Christ Superstar de Norman Jewison
  - Richard M. Sherman, Robert B. Sherman et John Williams pour Tom Sawyer

### Meilleure chanson
- Marvin Hamlisch, Alan Bergman et Marilyn Bergman pour The Way We Were dans Nos plus belles années
  - John Williams (musique) et Paul Williams (paroles) pour Nice to Be Around dans Permission d'aimer
  - Paul McCartney et Linda McCartney pour Live and Let Die dans Vivre et laisser mourir (Live and Let Die) de Guy Hamilton
  - George Bruns (musique) et Floyd Huddleston (paroles) pour Love dans Robin des Bois (Robin Hood) de Wolfgang Reitherman
  - George Barrie (musique) et Sammy Cahn (paroles) pour All That Love Went to Waste dans Une maîtresse dans les bras, une femme sur le dos

### Meilleur film étranger
- La Nuit américaine de François Truffaut •  France
  - Le Piéton (Der Fußgänger) de Maximilian Schell •  Allemagne de l'Ouest
  - La Maison de la rue Chelouche (Ha-Bayit Berechov Chelouche) de Moshé Mizrahi •  Israël
  - L'Invitation de Claude Goretta •  Suisse
  - Turkish Délices (Turks Fruit / Turkish Delight) de Paul Verhoeven •  Pays-Bas

### Meilleur documentaire
- The Great American Cowboy produit par Kieth Merrill
  - Always a New Beginning produit par John D. Goodell
  - Journey to the Outer Limits produit par Alexander Grasshoff
  - Schlacht um Berlin produit par Bengt von zur Mühlen
  - Walls of Fire produit par Gertrude Ross Marks et Edmund F. Penney

### Meilleur court métrage (prises de vues réelles)
- The Bolero produit par Alan Miller et William Fertik
  - Clockmaker produit par Richard Gayer
  - Life Times Nine produit par Pen Densham et John Watson

### Meilleur court métrage (documentaire)
- Princetown… a Search for Answers produit par Julian Kraynin et DeWitt L. Sage Jr.
  - Background produit par Carmen D'Avino
  - Christo's Valley Curtain produit par Albert Maysles et David Maysles
  - Four Stones for Kanemitsu produit par Terry Sanders et June Wayne
  - Paisti ag obair produit par Louis Marcus

### Meilleur court métrage (animation)
- Frank Film produit par Frank Mouris
  - Legend of John Henry produit par Nick Bosustow et David Adams
  - Pulcinella produit par Emanuele Luzzati et Gulio Gianini

## Oscars spéciaux

### Oscars d'honneur
- Henri Langlois, « pour son dévouement à l'art du film, ses nombreuses contributions à préserver son passé et son inébranlable foi en son futur » (« for his devotion to the art of film, his massive contributions in preserving its past and his unswerving faith in its future. »)
- Groucho Marx, « en reconnaissance de sa brillante créativité et pour l'inégalable contribution des Marx Brothers à l'art de la comédie cinématographique » (« in recognition of his brilliant creativity and for the unequalled achievements of the Marx Brothers in the art of motion picture comedy. »)

### Irving G. Thalberg Memorial Award
- Lawrence Weingarten, producteur

### Jean Hersholt Humanitarian Award
- Lew Wasserman

## Oscars scientifiques et techniques

### Oscars scientifiques et d'ingénierie
- Magna-Tech Electronic Co. pour la mise au point d’un système haute-vitesse d’enregistrement de tournage
- Joachim Gerb et Erich Kaestner (Arnold and Richter Company) pour la mise au point de la caméra 35BL
- Harold A. Scheib, Clifford H. Ellis et Roger W. Banks (Research Products Inc.) pour la mise au point de l’imprimante de pellicule Model 2101
- William W. Valliant (PSC Technology Inc.), Howard F. Ott (Eastman Kodak Company) et Gerry Diebold (Richmark Camera Service Inc.) pour le developpement d’un système de porte liquide pour l’imprimerie de pellicule

### Oscars pour une contribution technique
- Rosco Laboratories, Inc. pour la mise au point d’un système complet de contrôle lumière dans la photographie
- Richard H. Vetter (Todd-AO Corp.) pour la création d’un système de focus anamorphique

## Statistiques

### Récompenses
7 Oscars
- L'Arnaque

2 Oscars
- L'Exorciste
- Nos plus belles années

1 Oscar
- Cris et Chuchotements

### Nominations multiples
10 nominations
- L'Arnaque
- L'Exorciste

6 nominations
- Nos plus belles années

5 nominations
- American Graffiti
- Cris et Chuchotements
- Une maîtresse dans les bras, une femme sur le dos

4 nominations
- La Barbe à papa

3 nominations
- Tom Sawyer
- Permission d'aimer
- Sauvez le tigre
- La Dernière Corvée
- La Chasse au diplôme

2 nominations
- Jonathan Livingstone le goéland
- Le Dernier Tango à Paris
- Serpico
- Summer Wishes, Winter Dreams
- Le Jour du dauphin

## Anecdotes
Au moment où l'acteur David Niven annonçait les nominations à l'Oscar du meilleur film, un individu, Robert Opel (en), se précipita nu sur la scène, devant des milliers de téléspectateurs. David Niven ironisa : « La seule chose que cet homme ai fait dans sa vie, c’est de se déshabiller et de montrer son entrejambe »,,. En 2001, cet incident fut déclaré par l’Académie le plus mémorable de l’histoire des Oscars[réf. nécessaire].